# 조양현
조양현(1967년 5월 18일~)은 대한민국의 휠체어 컬링 선수이다.